# شبكة (مسلسل كوري جنوبي)
شبكة (بالكورية: 그리드) هو مسلسل ويب كوري جنوبي، بطولة سيو كانغ جون ، كيم أه جونغ ، كيم مو ايول، كيم سونغ-كيون ولي سي يونغ. عرض على منصة ديزني+ من 16 فبراير إلى 20 أبريل 2022.

## القصة
في عام 1997، أنقذ شبح غامض البشرية ثم اختفى، يظهر مرة أخرى بعد 24 عامًا ويساعد قاتلًا متسلسلاً على الهروب. كيم ساي ها وجونغ ساي بيوك وسونغ إيو جين يلاحقون الشبح لأسباب مختلفة.

## طاقم

### طاقم رئيسي
- سيو كانغ-جون في دور كيم ساي ها.[6]
- كيم اه جونغ في دور جونغ ساي بيوك.
- كيم مو-يول في دور سونغ إيو جين.
- كيم سونغ كيون في دور كيم ما نوك.
- لي سي يونغ في دور الشبح.

### دور داعم
- تشا سون وو في دور جونغ هيم تشان.[7]
- جانغ سو يون بدور تشوي صن صوف.[8]

## الإنتاج
المسلسل من إخراج خان لي مخرج افلام مثل «حلم الصحراء» لعام 2007، ومن كتابة لي سو ايون التي كتبت مسلسل «الحياة» لعام 2018، والدراما القانونية الشهيرة «الغابة السرية». وانتاجه بواسطة شركة إس فكتوري، آرك ميديا. وهي سلسله أصلية لمنصة ديزني+.

## روابط خارجية
- على ديزني+
- شبكة على موقع IMDb (الإنجليزية)
- شبكة على موقع كينوبويسك (الروسية)
- شبكة على موقع قاعدة بيانات الفيلم (الإنجليزية)
- شبكة على هانسينما